# Una intima convinzione
Una intima convinzione (Une intime conviction) è un film del 2019 scritto e diretto da Antoine Raimbault, nonché suo film d'esordio.
Il film è incentrato sul reale processo in appello di Jacques Viguier raccontato principalmente dal punto di vista del suo avvocato, Eric Dupont-Moretti, e di Nora, personaggio creato appositamente per il film.

## Trama
Nora, dopo essere stata giurata nel primo grado di giudizio, si convince dell'innocenza di Jacques Viguier nel processo in cui viene accusato d'aver ucciso sua moglie Suzanne, scomparsa, e riuscire a scagionarlo diventa la sua ossessione. Convince quindi un avvocato di successo, Eric Dupont-Moretti, a difendere Jacques: i due, insieme, combatteranno una dura battaglia contro l'ingiustizia.

## Distribuzione
In Francia il film è stato distribuito in anteprima a Montpellier il 21 ottobre 2018 e nel resto della Francia il 6 febbraio dell'anno successivo. In Italia è stato distribuito da Movies Inspired il 30 luglio 2020.

## Accoglienza
Il film è stato ben accolto sia dalla critica che dal pubblico, nonostante incassi modesti. In particolare sono state elogiate le performance di Olivier Gourmet e Marina Foïs, il ritmo incalzante e in generale il lavoro del regista al suo esordio.

## Controversie
Una delle persone realmente coinvolte nella faccenda, Olivier Durandet, ha chiesto il ritiro del film dalle sale perché a suo dire danneggiava la sua immagine personale. Comunque questa richiesta è stata rifiutata dal giudice competente che gli ha inoltre comminato una multa da 8500 € per aver usato registrazioni illegali del film.